# رحلة عبور

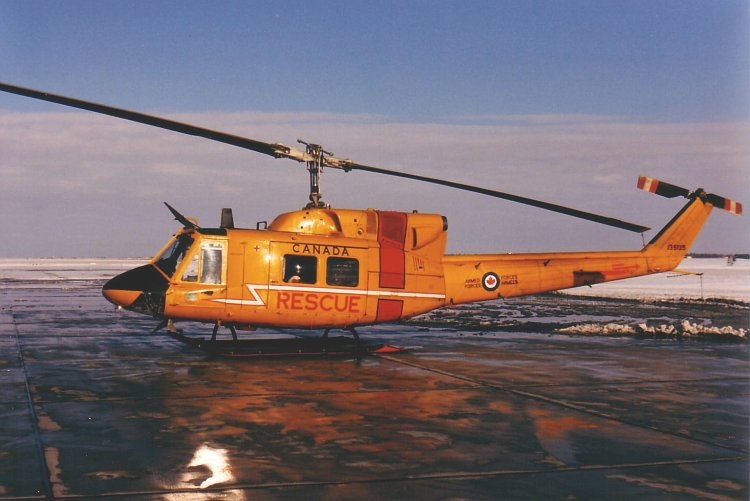
تم تسليم طائرة كندية من القوات الكندية سي إتش-135 توين هيوي من Base Rescue Goose Bay بواسطة طاقم عبارة إلى CFB Winnipeg لفحص وإصلاح مستوى المستودع في بريستول ايروسبيس في عام 1988.

رحلة عبور أو طيران عبور (Ferry flying) هو تحليق طائرة بغرض العودة إلى القاعدة، والتسليم إلى العميل، والانتقال من قاعدة عمليات إلى أخرى أو الانتقال من أو إلى منشأة صيانة للصيانة والإصلاح والعمليات.
قد تحتاج طائرة تجارية إلى النقل من مطار إلى آخر في نهاية عمليات ذلك اليوم للوفاء بالجدول الزمني لليوم التالي أو لتسهيل الصيانة الروتينية المجدولة؛ يُعرف هذا عمومًا باسم "رحلة تمركز" (positioning flight) أو "رحلة إعادة تمركز" (repositioning flight)، وقد يحمل في بعض الأحيان عائدات شحن أو ركاب وفقًا لما تسمح به لوائح الطيران المحلية وسياسات شركات الطيران. قد تكون ضرورية أيضًا في أعقاب حدث جوي كبير أو اضطراب مماثل آخر يتسبب في إلغاء عدة مرات عبر شبكة شركة طيران مما يؤدي إلى "خروج العديد من الطائرات والطاقم من موقعهم'' للعمليات العادية؛ انفجارات بركان إيافيالايوكلفي عام 2010 أو الإخلاء الجماعي للمجال الجوي الأمريكي في أعقاب هجمات الحادي عشر من سبتمبر أمثلة مهمة على ذلك.

## تصريح العبارة
تصريح العبّارة (ferry permit) هو تصريح كتابي صادر عن السلطة الوطنية لصلاحية الطيران لنقل طائرة مدنية غير صالحة للطيران من موقعها الحالي إلى منشأة صيانة لفحصها وإصلاحها وإعادتها إلى حالة صالحة للطيران.

## طيارو العبارات
حلقت لويز ساكي بطائرات أحادية ومتعددة المحركات 340 مرة عبر كل من المحيطين الأطلسي والهادئ، محطمة العديد من الأرقام القياسية في هذه العملية.
يشمل طيارو العبارات البارزون الآخرون ما يلي:
- هيلين مارسيل هاريسون بريستول
- ليتيس كورتيس
- مورين دنلوب دي بوب
- ماري إليس، طيار الحرب العالمية الثانية في المملكة المتحدة
- لويس فونتيس
- جوان هيوز
- ايمي جونسون
- جيم موليسون (زوج ايمي جونسون)
- روبرت نيل
- روبرت اولدز
- جارفيس أوفوت
- Jadwiga Piłsudska
- CWA سكوت
- ديانا بارناتو ووكر